# New Scotland (Nueva York)
New Scotland es un pueblo ubicado en el condado de Albany en el estado estadounidense de Nueva York. En el año 2000 tenía una población de 8.626 habitantes y una densidad poblacional de 57.4 personas por km².

## Geografía
New Scotland se encuentra ubicado en las coordenadas 42°37′43″N 73°54′48″O / 42.62861, -73.91333.

## Demografía
Según la Oficina del Censo en 2000 los ingresos medios por hogar en la localidad eran de $58,956, y los ingresos medios por familia eran $65,753. Los hombres tenían unos ingresos medios de $44,138 frente a los $33,941 para las mujeres. La renta per cápita para la localidad era de $29,231. Alrededor del 4.1% de la población estaban por debajo del umbral de pobreza.